# Rivière Perdue (rivière Témiscamie)
La rivière Perdue est un affluent de la rive sud-est de la rivière Témiscamie coulant dans la municipalité de Eeyou Istchee Baie-James, dans la région administrative du Nord-du-Québec, au Québec, au Canada. 
La vallée de la rivière Perdue est desservie indirectement par la route 167 (sens nord-sud) venant de Chibougamau laquelle passe à l'est du lac Témiscamie et emprunte la partie supérieure de la vallée de la rivière Takwa pour remonter vers le nord.

## Géographie
Les bassins versants voisins de la rivière Perdue sont :
- côté nord : rivière Témiscamie, rivière des Cinq Outardes, rivière Takwa, rivière Kapaquatche, rivière Chéno, lac Samuel, lac Roxane ;
- côté est : lac Témiscamie, lac Caouachigamau, Petit lac Témiscamie, lac Dubray ;
- côté sud : lac Montcevelle, Branche Est, lac à l'Eau Froide, rivière Mistassini ;
- côté ouest : anse La Galissonnière, rivière Témiscamie, lac Albanel, lac Mistassini.

La rivière Perdue prend sa source d'un lac non identifié situé dans la réserve faunique des Lacs-Albanel-Mistassini-et-Waconichi à moins d'un kilomètre de sa frontière et à une quinzaine de kilomètres au nord de la limite de la région administrative du Saguenay–Lac-Saint-Jean.
À partir du lac de tête la rivière Perdue coule sur environ  40 km, dans le secteur au nord-est du lac Albanel, entièrement en zone forestière, selon les segments suivants :
- vers le nord jusqu'à la décharge du lac Coursay ;
- vers le sud-ouest jusqu'à la décharge de la branche Est venant du sud ;
- vers le nord-est en passant entre deux montagnes jusqu'à un coude de rivière ;
- vers l'ouest en formant un crochet vers le sud en fin de segment, jusqu'à la confluence de la rivière[2].

La confluence de la rivière Perdue avec la rivière Témiscamie est située au nord-est de l'anse La Galissonnière (au nord-est du lac Albanel) et au nord-est de l'embouchure de la rivière Témiscamie du le lac Albanel).
Son embouchure est située sur la rive sud-est de la rivière Témiscamie, en aval de l'embouchure du lac Caouachigamau et en amont de la réserve faunique des Lacs-Albanel-Mistassini-et-Waconichi. À partir de cette embouchure, le courant emprunte le cours de la rivière Témiscamie, jusqu'à la rive sud-est du lac Albanel. La rivière Témiscamie se déverse au fond de la baie de la Témiscamie située au milieu de la rive sud-est du lac Albanel ; cette baie est bordée à l'ouest par la presqu'île de Chébamonkoue. Puis le courant coule vers le nord-ouest en traversant le lac Albanel et la passe entre la péninsule Du Dauphin (côté Nord-Est) et la péninsule du Fort-Dorval (côté sud-ouest), jusqu'à la rive est du lac Mistassini. De là, le courant traverse vers l'ouest le lac Mistassini  jusqu'à sa décharge. Finalement, le courant suit le cours de la rivière Rupert, jusqu'à la baie de Rupert.

## Toponymie
Le terme « perdu » sous la forme adjectivale est dérivée du verbe « perdre » ; cette forme connue dès le Xe siècle, comprend plusieurs sens. L'un d'entre eux, paru au XVIIIe siècle, qualifie les objets égarés, disparus, pratiquement introuvables. Des Québécois, se rappelant cette dernière signification de perdu(e), employèrent ce mot pour dénommer de nombreuses entités géographiques, surtout des lacs. Vraisemblablement marqués par la localisation d'un lieu, ils voulaient souvent souligner son éloignement, son caractère isolé (par une forêt, des montagnes), ou son accès difficile (notamment par l'absence de voies carrossables et l'obligation de prendre l'avion ou le bateau pour s'y rendre).
Le toponyme « rivière Perdue » a été officialisé le 29 août 1972 à la Banque des noms de lieux de la Commission de toponymie du Québec, soit à la création de cette commission.